# Агриз
Агри́з (тат. Әгерҗе; рос. Агрыз) — місто районного підпорядкування в Російській Федерації, адміністративний центр Агризького району Татарстану.
Площа міста становить 8,6 км². Місто розташоване на крайньому північному сході Республіки Татарстан на кордоні з Удмуртією при підніжжі Сарапульської височини на річці Агризці (невеликій притоці Іжи басейну Волги) за 304 км на схід від Казані та 36 км на південь від Іжевська.

## Населення
За переписом населення 1989 року у місті проживали татари (50,1%), росіяни (38,6%) та удмурти (7,2%).

## Відомі люди
В місті народився Абдрахманов Асаф Кутдусович — Герой Радянського Союзу.